# 西日本火山帯
西日本火山帯（にしにほんかざんたい）とは、環太平洋火山帯のうちフィリピン海プレートが日本列島へ沈み込みこむことに起因する火山帯のことで、琉球海溝などに平行で帯状に分布する火山帯である。

## 概説
日本ではかつて、千島、那須、鳥海、富士、乗鞍、白山、霧島などの火山帯の区分があったが、地理的な記載上の便宜が始まりとされ、境界が曖昧なこと、マグマの発生の仕組みとの関係が薄いこと、年代測定や地質調査が進んで火山帯に属しない火山がいくつもあることが明らかになったことなどからこの区分は使われなくなった。日本ではこれらに代わって太平洋プレートが関係する東日本火山帯とフィリピン海プレートが関係する西日本火山帯と呼ぶようになった。この2つの区分は岩石成因論の立場から杉村新らによって提唱されるようになったものである。

## 各火山
西日本火山帯はかつての白山火山帯（大山火山帯）や霧島火山帯に属する山々がほぼ相当する。
- 白山火山帯（大山火山帯） - 白山、氷ノ山、大山、雲仙岳など[3]。
- 霧島火山帯 - 阿蘇山から琉球島弧の西側（トカラ列島[4]など）を通り、台湾の北部に至る（霧島山、開聞岳など）[5]。